# Norops cuprinus
Norops cuprinus este o specie de șopârle din genul Norops, familia Polychrotidae, descrisă de Smith 1964. A fost clasificată de IUCN ca specie cu risc scăzut. Conform Catalogue of Life specia Norops cuprinus nu are subspecii cunoscute.